# Etyka cnót środowiskowych
Etyka cnót środowiskowych (ECŚ) – dział filozofii, w ramach którego analizuje się zagadnienia etyki środowiskowej z perspektywy etyki cnót. Problematyka ecś zyskała szersze zainteresowanie dzięki artykułowi Thomasa Hilla Ideals of Human Excellence and Preserving Natural Environment (1983), który uchodzi za pierwszy artykuł dyskutujący zagadnienia aretologiczne w obszarze etyki środowiskowej. Niemniej same zagadnienie cnót środowiskowych było poruszane już we wcześniejszych tekstach dotyczących moralnej refleksji nad środowiskiem. 
Najważniejsi przedstawiciele tego działu filozofii to: Philip Cafaro, Louke van Wensveen, Ronald Sandler, Holms Rolston III, Geoffrey Frasz, John O’Neila, Thomas Jr. Hill, Brian Treanor, Lisa Newton, Rosalind Hurtshouse, Val Plumwood, Allen Thompson, Jason Kawall.  

## Koncepcje etyki cnót środowiskowych
W literaturze anglojęzycznej można wymienić trzy główne koncepcje etyki cnót środowiskowych oraz jedną koncepcję meta-przedmiotową ecś: 
1. Klasyczna koncepcja etyki cnót środowiskowych (Henry D. Thoreau/Philip Cafaro)
2. Naturalistyczna, teleologiczna i pluralistyczna koncepcja etyki cnót środowiskowych (Ronald Sandler)
3. Narracyjna koncepcja etyki cnót środowiskowych (Brian Treanor(inne języki))

Koncepcją meta-przedmiotową ecś jest analiza języka cnót w literaturze ekologicznej dokonana przez Louke van Wensveen, która w monografii Dirty Virtues: The Emergence of Ecological Virtue Ethics. 

## Piśmiennictwo polskie
W Polsce powstało niewiele prac poświęconych etyce cnót środowiskowych. Bezpośrednio zagadnienie pojawia się w pracach Dominiki Dzwonkowskiej, niemniej zagadnienie cnót występuje implicite w pracach licznych badaczy. Szczególnie dużą uwagę zyskało zagadnienie odpowiedzialności w kontekście ekologicznym, inspirowane myślą Hansa Jonasa bądź Georga Pichta. Ważne monografie w tym zakresie przygotowali Helena Ciążela, Piotr Rosół oraz Stanisław Warzeszak (jego myśl ujęta została z nieco bardziej konfesyjnej perspektywy). Zainteresowanie zyskuje także zagadnienie sprawiedliwości czy umiarkowania jako kategorie filozofii ekologicznej.